# Своя кімната
«Своя кімната» (англ. A Room of One's Own) — есе британської письменниці Вірджинії Вульф, опубліковане в 1929 році, що описує становище жінок в Англії 1920-х. Есе здобуло визнання ще за життя авторки і є одним із найважливіших текстів про фемінізм. У ньому поєднуються тези про роль жінки та гендер з тезами з історії літератури та поетики.

## Історія написання твору
Вірджинія Вульф походила із заможної інтелектуальної родини з численними зв'язками з літературними діячами. У підлітковому віці вона зазнала вікторіанських обмежень щодо дівчат і жінок, але на момент написання «Власної кімнати» вже була відомою культурною діячкою і відігравала важливу роль у групі «Блумзбері». Текст есею заснований на двох лекціях, які Вульф прочитала у жовтні 1928 року в Гертон-коледж (Кембридж) і Ньюнем-коледж (Кембридж), двох закладах Кембриджського університету. Ці коледжі, засновані в 1869 і 1871 роках, були одними з перших в Англії, створених виключно для навчання жінок.
Лекції не можна було прочитати повністю через їхній обсяг. У наступні місяці Вульф перетворила їх на довший есей, який мав бути опублікований у вигляді книги. У березні 1929 року скорочена версія з'явилася в журналі «Форум» під назвою «Жінки і художня література». Перше видання вийшло 24 жовтня 1929 року у лондонському видавництві Hogarth Press, заснованому Вірджинією та її чоловіком Леонардом Вульфом у 1917 році. Ще 600 примірників було надруковано та підписано Вірджинією Вульф. Водночас американське видання вийшло у видавництві Harcourt Brace & Co в Нью-Йорку.
Перший польський переклад вийшов у 1997 році в перекладі Аґнєшки Графф .

## Також
- Список феміністичної літератури